# ژان-کلود لامار
ژان-کلود لامار (به فرانسوی: Jean-Claude La Marre) بازیگر، نویسنده و کارگردان اهل هائیتی-آمریکایی است. از آثار بازیگری او می‌توان به فیلم‌های مالکوم ایکس و کینکی اشاره کرد.